# Wührelochbach
Der Wührelochbach (auch Wühreloch, am Oberlauf Neumattbächle) ist ein rund 1,5 km langer Bach des Südschwarzwaldes in Baden-Württemberg. Er entspringt auf dem Gebiet der Gemeinde Häg-Ehrsberg im Walddistrikt Ämisbrunn und mündet auf Zeller Gemeindegebiet, oberhalb des Fröhnder Ortsteils Niederhepschingen von links und Südosten in die Wiese.

## Geographie

### Verlauf
Der Wührelochbach entspringt oberhalb des zu Häg-Ehrsberg gehörenden Weilers Oberwühre im Walddistrikt Ämisbrunn auf etwa 800 m ü. NHN als Neumattbächle. Er fließt weitgehend in westlicher Richtung, zunächst in freier Wiesenaue zwischen den wenigen Häusern von Oberwühre hindurch. Im Wäldchen Wühreloch angekommen mündet alsbald der Kümmisbrunn von links und Süden auf etwa 686 m ü. NHN und der Bach ändert hier seinen Namen zu Wührelochbach. Rund 100 Meter nach der Mündung des Kümmisbrunns befindet sich eine Weiheranlage, die vom Wührelochbach gespeist wird. Weitere rund 250 Meter weiter überquert er die Gemeindegrenze und fließt sodann seine letzten etwa 450 Meter auf dem Gebiet der Stadt Zell im Wiesental durch steil abfallendes Waldgebiet, überquert dabei den Stollen des Triebwasserkanals zum Kraftwerk Mambach und unterquert die B 317. Direkt danach mündet er auf etwa 482 m ü. NHN von links und Südosten in die Wiese.
Der etwa 1,5 km lange Lauf des Wührelochbachs und seines Oberlaufs Neumattbächle endet ungefähr 320 Höhenmeter unterhalb seiner Quelle, er hat somit ein mittleres Sohlgefälle von etwa 21 %.

### Einzugsgebiet
Das naturräumlich zum Südschwarzwald gehörende Einzugsgebiet ist gut 1,4 km² groß und liegt zu rund 90 % im Gemeindegebiet von Häg-Ehrsberg, der restliche Anteil im Westen des Einzugsgebiets gehört zur Stadt Zell im Wiesental. Der höchste Punkt des Einzugsgebiets liegt ganz im Osten unterhalb des Gipfels von Auf dem Köpfle auf etwa 850 m ü. NHN.
Die Einzugsgebiete der folgenden Nachbargewässer grenzen an:
- Im Norden fließt ein namenloser Hangwaldbach direkt zur Wiese;
- im Nordosten konkurriert der Künabach und seine Nebenläufe Bindstöcklegraben, Haldenbächle und der technisch so genannte „NN-PV1“;
- im Südosten grenzt das Einzugsgebiet des Angenbachs mit seinen Nebenläufen Mühlebach und Wölflisbrunnenbach;
- im Südwesten fließen der Hagerütte (technisch auch NN-KK4), der Geisgraben und der Neumattgraben ebenfalls zur Wiese.

### Zuflüsse
Liste der Zuflüsse von der Quelle zur Mündung (abgefragt oder abgemessen auf der amtlichen Gewässerkarte):
- (Namenloser Hangwaldzufluss), Länge ca. 360 m, mündet von links und Süden auf etwa 700 m ü. NHN, entspringt auf etwa 770 m ü. NHN, in diesem mündet:
  - (Namenloser Hangwaldzufluss), Länge ca. 50 m, mündet von links und Westen auf etwa 755 m ü. NHN, entspringt auf etwa 768 m ü. NHN;
- Kümmisbrunn, DGKZ: 23239522, Länge ca. 720 m, mündet von links und Süden auf etwa 686 m ü. NHN, entspringt auf etwa 808 m ü. NHN im Schäfigwald.

### Flusssystem Wiese
- Fließgewässer im Flusssystem Wiese